# Ordine esecutivo 9066

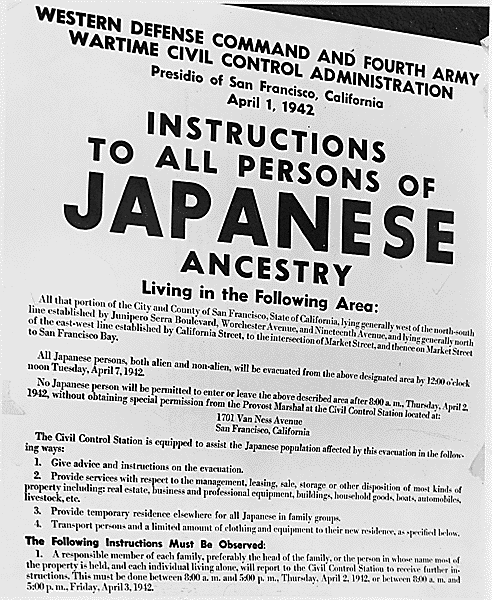
Manifestino informativo rivolto ai giapponesi sulle nuove disposizioni derivanti dall'ordine esecutivo.

L'ordine esecutivo 9066, emesso il 19 febbraio 1942 dal 32º presidente degli Stati Uniti d'America Franklin Delano Roosevelt, decretava che tutti i residenti sul territorio degli Stati Uniti di origine giapponese, tedesca e italiana, anche se nati in territorio americano, dovevano essere rinchiusi in un campo di concentramento.
L'ordine risultò in 120.000 internamenti.

## Il provvedimento
Alla base di tale azione vi era, ufficialmente, la giustificazione dello stato di belligeranza in atto con il Giappone e i paesi dell'Asse, a due mesi di distanza dall'attacco su Pearl Harbor da parte dei nipponici. Alla fine della guerra oltre 120.000 cittadini statunitensi di origine giapponese, italiana e tedesca, tra cui donne e bambini, furono internati nei campi di concentramento. La giustificazione fornita dal presidente Roosevelt verrà condannata nel 1980 dalla commissione presidenziale voluta dal Congresso degli USA, poiché dagli esami effettuati risultò che l'ordine esecutivo non era legittimato da alcuna necessità militare, ma solo dal pregiudizio razziale. Come affermò il generale John L. De Witt, difensore del fronte occidentale, "La razza giapponese è una razza nemica, i cui effetti non si diluiscono neppure dopo tre generazioni".
In totale i giapponesi americani internati furono 120 000. Uno dei più importanti campi, dove maggiore fu la concentrazione di nipponici, fu quello di Manzanar, che sorgeva in una valle tra Los Angeles e San Francisco.

## Eventi successivi
La battaglia per il riconoscimento dei diritti dei nisei, gli statunitensi di origine giapponese, passò anche dalla loro partecipazione alla seconda guerra mondiale, in particolare sul fronte italiano. Il 18 dicembre del 1944 la detenzione e il sistema di raccolta dei cittadini statunitensi di origine giapponese venne dichiarato illegale da parte della Corte Suprema e si concluse. A partire dal 2 gennaio del 1945 i nisei vennero gradualmente scarcerati, ad ogni internato veniva pagato il rientro a casa per mezzo ferroviario e venivano elargiti venticinque dollari. Da documenti risalenti al 1948 risulta che la maggior parte di loro aveva perduto beni mobili e immobili che erano stati alienati dagli Stati americani o da altri cittadini.